# Evil Laugh
Evil Laugh (englisch für ‚Böses Lachen‘) ist ein US-amerikanischer Splatter-Horrorfilm aus dem Jahr 1986 des Regisseurs Dominick Brascia. In Deutschland wurde der Film erstmals im Juli 1988 auf Video veröffentlicht.

## Handlung
Eine Gruppe junger Medizinstudenten will dem Kollegen Jerry helfen ein leerstehendes Waisenhaus, in dem vor zehn Jahren mehrere Kinder brutal ermordet worden sind, wieder zu eröffnen. Die im früheren Waisenhaus untergebrachten Kinder hatten einst den Pfleger Martin wegen „Grausamkeit“ vor Gericht angeklagt, obwohl er unschuldig war. Bevor Martin freigesprochen wurde, nahm sich dessen Vater aus Verzweiflung das Leben. Daraufhin rächte sich der Freigesprochene an den Kindern, die ihn zu Unrecht beschuldigt hatten, indem er ihnen die Kehlen durchschnitt. Im Anschluss nahm er sich selbst das Leben. Seine Leiche konnte jedoch nie gefunden werden.
Die Medizinstudenten beschließen, eine Party zu feiern. Jetzt rächt sich Sadie, Martins Mutter, an jedem, der das verlassene Haus betritt. Die maskierte und dämonisch lachende Killerin metzelt viele Partygäste auf brutale Weise nieder. Nur der furchtsame Horror-Freak Barney und die tapfere Connie überleben und die Mörderin wird schließlich zur Strecke gebracht.
Wochen später erschreckt Barney seine Freundin Connie im Mördergewand und bezahlt den bösen Scherz mit dem Leben.

## Kritiken
Das Lexikon des internationalen Films schrieb, der Film sei ein „dilettantisch zusammengeschusterten Filmchen.“